# Јевгенија Канајева
Јевгенија Канајева ( рус. Евгения Канаева, рођена 2. априла 1990. године у Омску) је руска ритмичка гимнастичарка. Освојила је велики број углавном златних медаља на свим такмичењима на којима је наступала. Она је једини олимпијац који је у ритмичкој гимнастици освојила две златне медаље.

## Биографија
Да је велики таленат показала још у јуниорској конкуренцији, освојивши злато на јуниорском такмичењу 2004. године.
Њена доминација почиње на универзитетским играма у Београду, где осваја 5 златних медаља. На Европским првенствима има 13 златних медаља и само једно сребро. А на светским првенствима има 17 златних и једну сребрну медаљу. Каријеру је крунисала са две златне медаље на Олимпијадама у Пекингу и Лондону у дисциплини вишебој.
Своју веома успешну каријеру завршила је јануара 2013. године, у својој 22. години.

## Остало
Јевгенија је била амбасадор луксузних сатова Лонгинес од 2009. до 2012. године. Учествовала је у многим рекламама за женску козметику и била амбасадор Пантен козметике. Такође изабрана је међу 50 Руских спортиста да буде промотер Универзијаде у Казању. Указом председника Руске Федерације, одликована је Орденом народне заслуге 2012. године, за изузетне резултате.